# Rémuzat
Rémuzat je naselje in občina v jugovzhodnem francoskem departmaju Drôme regije Rona-Alpe. Leta 2006 je naselje imelo 309 prebivalcev.

## Geografija
Kraj leži v pokrajini Daufineji ob reki Oule, 90 km jugovzhodno od Valence.

## Uprava
Rémuzat je sedež istoimenskega kantona, v katerega so poleg njegove vključene še občine La Charce, Chauvac-Laux-Montaux, Cornillac, Cornillon-sur-l'Oule, Lemps, Montferrand-la-Fare, Montréal-les-Sources, Pelonne, Le Poët-Sigillat, Pommerol, Roussieux, Sahune, Saint-May, Verclause in Villeperdrix s 1.372 prebivalci.
Kanton Rémuzat je sestavni del okrožja Nyons.